# Elof Ljunggren
Elof Ljunggren (i riksdagen kallad Ljunggren i Örebro), född 5 oktober 1869 i Södra Ljunga, död 8 januari 1953 i Örebro, var en svensk tidningsman och politiker (folkpartist). Bror till riksdagsmannen August Ljunggren.
Elof Ljunggren, som kom från en bondefamilj, avlade teologie och filosofie examen vid Uppsala universitet 1894. Under studietiden i Uppsala engagerade han sig i studenternas nykterhetsrörelse, och han var ordförande i Sveriges studerande ungdoms helnykterhetsförbund 1896–1906. Han ingick också i centralstyrelsen för Sveriges Blåbandsförening 1901–1941 och var dess ordförande 1927–1941; åren 1899–1941 var han också redaktör för förbundstidningen Blå Bandet.
Han var chefredaktör för den frisinnade eller folkpartistiska Nerikes-Tidningen från 1903 till dess att tidningen uppgick i Nerikes Allehanda 1944. 
Elof Ljunggren var riksdagsledamot för Örebro läns valkrets i två omgångar: i första kammaren 1912–1918 och i andra kammaren 1925–1936 (med undantag för perioden 1 januari–4 april 1929). I riksdagen tillhörde han Frisinnade landsföreningens riksdagsgrupp Liberala samlingspartiet, efter partisplittringen 1923 Frisinnade folkpartiet, och från 1935 det återförenade Folkpartiet. Han var bland annat ledamot i bevillningsutskottet 1918 och suppleant i samma utskott 1912–1917, 1925–1928 och 1930–1936. Han var särskilt engagerad i alkoholpolitik och ingick också i ett antal statliga utredningar på området.
Elof Ljunggren är begravd på Nikolai kyrkogård i Örebro.